# Siège de Ciudad Rodrigo (1810)
Pour les articles homonymes, voir Siège de Ciudad Rodrigo.
Guerre d'indépendance espagnole
Batailles
- Astorga (03-1810)
- Ciudad Rodrigo (04-1810)
- Barquilla (07-1810)
- La Côa (07-1810)
- Almeida (07-1810)
- Villagarcia (08-1810)
- Trant
- Fuente de Cantos (09-1810)
- Buçaco (09-1810)
- Torres Vedras
- Pombal (03-1811)
- Redinha (03-1811)
- Condeixa
- Casal Novo (03-1811)
- Foz de Arouce (03-1811)
- Sabugal (04-1811)
- Fuentes de Oñoro (05-1811)
- Almeida  (04-1811)

Le siège de Ciudad Rodrigo, du 26 avril 1810 au 10 juillet 1810, est une bataille de la Guerre d'indépendance espagnole, mettant aux prises l'armée française avec la garnison espagnole. Il ne doit pas être confondu avec le siège de 1812 qui verra la perte de la ville par les Français. Pour Masséna, dont l'objectif était à présent d'envahir le Portugal, la prise de Ciudad Rodrigo se révèle essentielle afin de couvrir ses arrières et de garantir le ravitaillement une fois entré au Portugal.

## Forces en présence
L'armée de Masséna et de Ney est composée de 42 000 hommes et 60 canons.
Le VIe Corps de Ney inclut la première division de Jean Marchand (6 500 hommes), la seconde division de Julien Mermet (7 400 hommes), la troisième division de Louis Loison (6 600 hommes), la brigade du corps de cavalerie légère d'Auguste Lamotte (900 hommes), la brigade de dragons à cheval de Charles Gardanne (1 300 hommes), et 60 canons.
Face à elle, la garnison espagnole est forte de 5 500 hommes et 118 canons. Le général Andrés Perez de Herrasti commande en effet 3 bataillons réguliers des Régiments d'infanterie d'Avila, de Segovia et le 1er régiment d'infanterie de Majorque, 375 artilleurs pour 118 canons et 60 sapeurs. Ces troupes sont appuyés par 3 bataillons des Volontaires de Ciudad Rodrigo et 1 bataillon des Gardes Urbains.

## Déroulement du siège
La garnison espagnole repousse plusieurs assauts des troupes françaises. L'action décisive est l'ouverture d'une brèche dans les murailles de la ville par l'artillerie française, qui conduit à la reddition des espagnols.
Le siège dure trois mois jusqu'au 10 juillet 1810, date à laquelle le gouverneur de la ville Andres Perez de Herrasti capitule et ouvre les portes de la ville.

## Conséquences
Cette victoire longue et difficile à obtenir a pour conséquence de retarder de plus d'un mois la troisième tentative d'invasion du Portugal par les troupes de Napoléon commandées cette fois par Masséna. Elle est suivie d'une nouvelle victoire française au siège d’Almeida au Portugal le 27 août 1810. Mais elle permet également au général anglais Wellington de regrouper ses forces au Portugal à Buçaco où il obtient une victoire décisive le 27 septembre sur l'armée de Masséna entamant sa contre-attaque.
Il y eut 180 morts et 1 000 blessés dans le camp français et 461 morts, 994 blessés et 4 000 prisonniers dans le camp espagnol.

## Mémoire de la bataille
La victoire de Ciudad Rodrigo est gravée sur le pilier Ouest - gauche de l'Arc de Triomphe de Paris en regardant l'avenue de la Grande-Armée.